# Довгий (заказник)
До́вгий — ботанічний заказник місцевого значення у  Золотоніському районі Черкаської області.

## Опис
Заказник площею 5,0 га розташовано у кв. 3 вид. 5-15 Вільхівського лісництва.
Як об'єкт природно-заповідного фонду створено рішенням Черкаського облвиконкому від 11.03.1979 р. № 136. Землекористувач або землевласник, у віданні якого перебуває заповідний об'єкт — ДП «Золотоніське лісове господарство».
На території заказника у трав'яному покриві зростають лікарські рослини — конвалія звичайна, кропива дводомна, чистотіл звичайний та інші.